# Otín (okres Žďár nad Sázavou)
Otín (německy Wottin) je obec v okrese Žďár nad Sázavou v kraji Vysočina. Leží 8 km západně od Velkého Meziříčí a 23 km východně od Jihlavy. Žije zde 333 obyvatel.
Sousedními obcemi sídla jsou Uhřínov, Stránecká Zhoř, Chlumek, Horní Radslavice, Pavlínov a Měřín.

## Historie
První písemná zmínka o obci pochází z roku 1379.

## Obecní správa

### Části obce
- Otín
- Geršov
- Pohořílky

## Demografie
| Rok            | 1869 | 1880 | 1890 | 1900 | 1910 | 1921 | 1930 | 1950 | 1961 | 1970 | 1980 | 1991 | 2001 |
| Počet obyvatel | 329  | 340  | 353  | 375  | 353  | 326  | 367  | 318  | 301  | 287  | 296  | 258  | 266  |

## Pamětihodnosti
- Zvonice na návsi

## Galerie

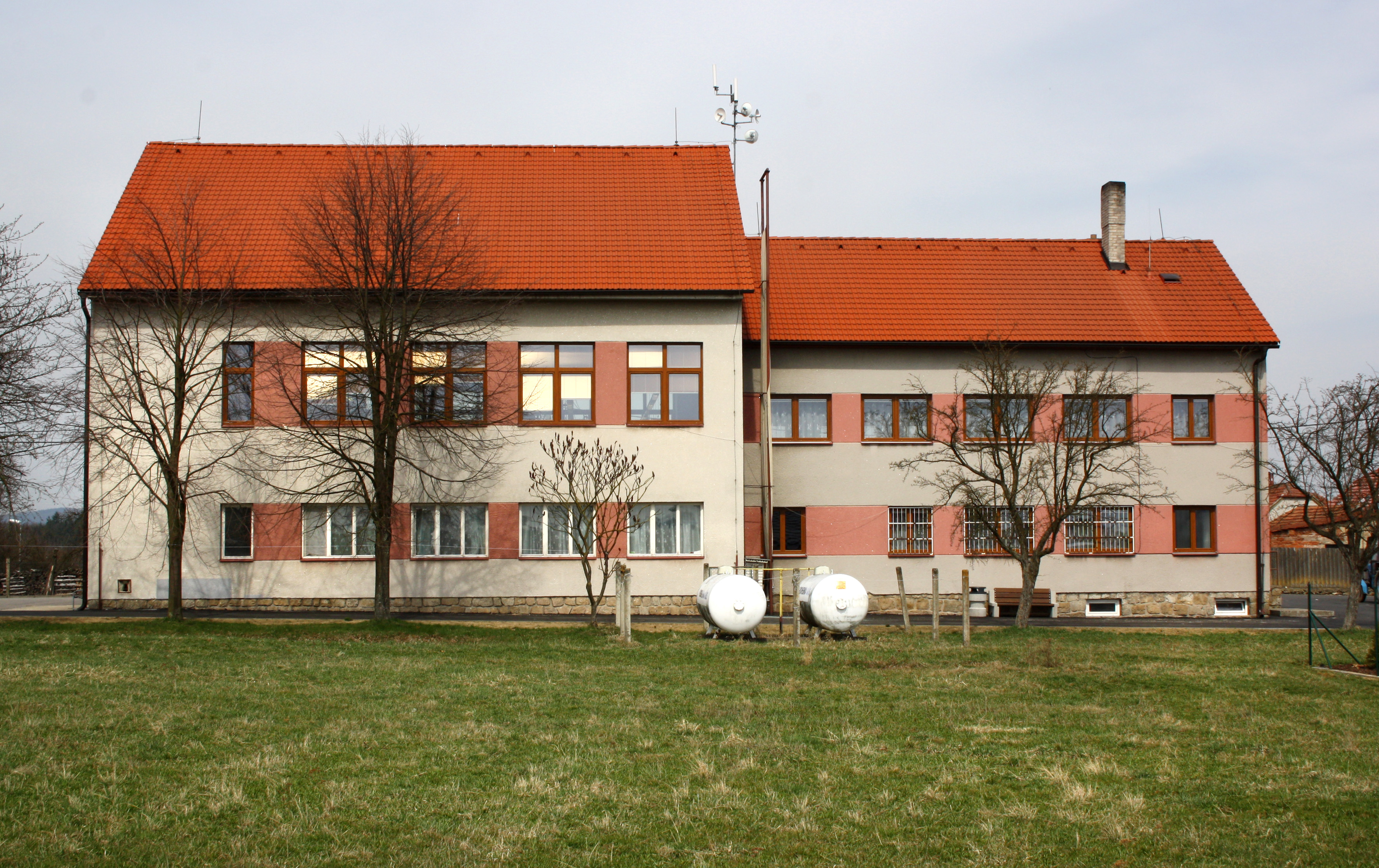
Obecní úřad
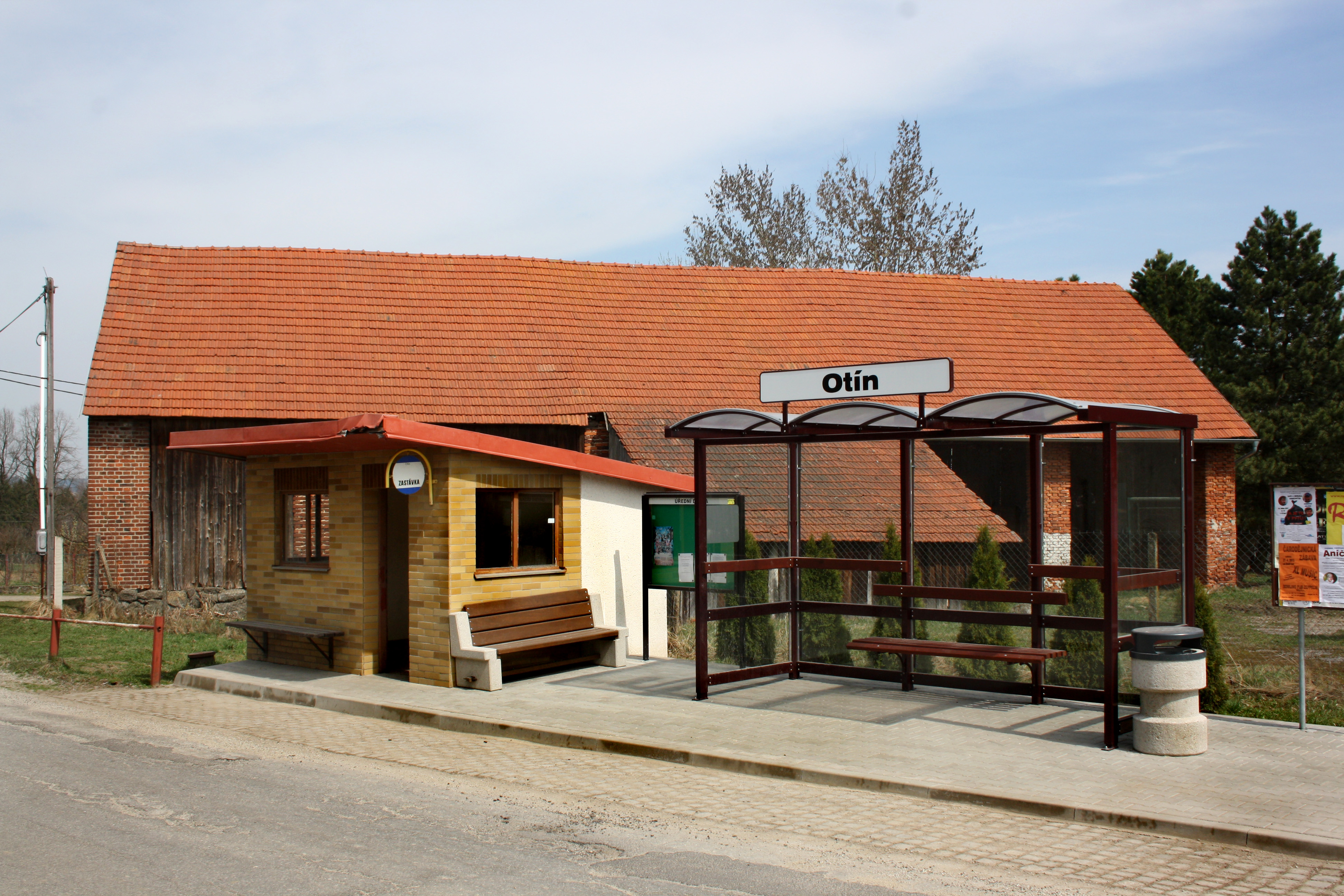
Autobusová zastávka s dvěma čekárnami
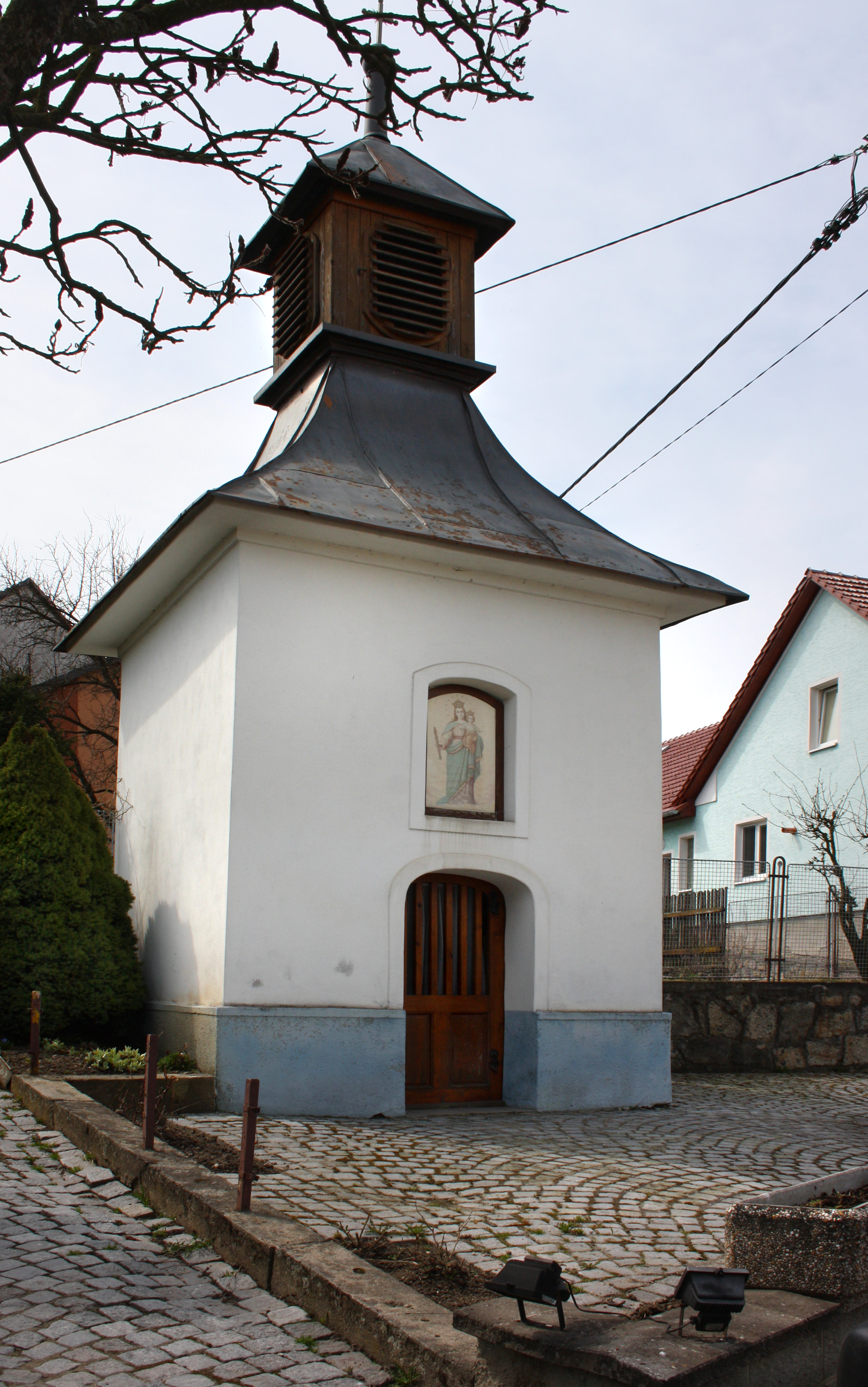
Kaplička – zvonice